# أكادير (رواية)
أكادير هي أولى روايات الكاتب المغربي محمد خير الدين، نُشرت سنة 1967 عن دار النشر سوي الفرنسية، وتُعد من أبرز نصوص الرواية المغربية المكتوبة بالفرنسية في القرن العشرين. جاءت الرواية بعد زلزال أكادير المدمّر سنة 1960،ترجمت الرواية إلى العربية سنة 2021 على يد مصطفى النحال وصدرت عن دار توبقال للنشر. وهي تنهل من رمزية الكارثة لإدانة البنى السياسية والاجتماعية المهترئة، ولتجريب أشكال سردية غير مألوفة، تجعل من النص وثيقة شعرية وصرخة وجودية في آن.

## الخلفية والسياق
استلهم محمد خير الدين روايته من الكارثة الطبيعية التي ضربت مدينة أكادير في 29 فبراير 1960، والتي أودت بحياة نحو 15 ألف شخص. هذه الفاجعة مثلت بالنسبة له رمزًا للانهيار، ليس فقط الجيولوجي، بل السياسي والاجتماعي أيضًا، حيث عبّر عنها بقوله: «لقد انهار المغرب كما انهارت أكادير».جاءت الرواية في لحظة خصبة من تاريخ الأدب المغربي، تزامنت مع بروز تيارات الحداثة الأدبية، واحتكاك الأدباء المغاربة بالفضاء الباريسي، حيث كتب خير الدين النص أثناء منفاه بفرنسا، متأثرا بالتيارات السريالية والوجودية، ولكنه منحها طابعا محليا ملتزما.

## بنية الرواية
تتخذ الرواية شكلًا مفككًا، بلا حبكة تقليدية أو تسلسل زمني واضح، مما يجعلها أقرب إلى «الكتابة الكاوسية» كما وصفها النقاد. تنقسم الرواية إلى مقاطع سردية قصيرة، متداخلة مع شذرات شعرية، وهذيانات، واسترجاعات طفولية، واستدعاءات أسطورية.يتكلم السارد في صيغة الأنا، ويقدم نفسه كـ"موظف في وزارة"، لكنه ينفصل عن هذا الدور سريعًا لينخرط في خطاب متمرّد ضد النظام،في جو خانق أشبه بالكوابيس البيروقراطية. تتعدد الأصوات داخل النص، وتتحول الشخصية من فرد إلى ناطق باسم جيل مهزوم يبحث عن المعنى.

## تحليل ونقد
تُعد "أكادير" نصًا مؤسسًا لما سيسمّى لاحقًا بـ"الأدب المغربي الغاضب"، حيث لا تسعى الرواية إلى الحكي بقدر ما تهدف إلى الهدم وإعادة البناء عبر اللغة. وهي تشكل إلى جانب أعمال الطاهر بنجلون وعبد الكبير الخطيبي نواة التحديث الشكلي واللغوي في الرواية المغربية. يُمكن قراءة "أكادير" كرواية تندد بالقمع السياسي والبيروقراطية التي طغت على المغرب بعد الاستقلال، حيث تصوّر الإدارة كمجال للاغتراب، والمسؤولين ككائنات متعفنة غارقة في الفساد. تتخلل الرواية مشاهد عبثية: اجتماعات غامضة، خطابات جوفاء، حوارات لا منطق لها، وكلها ترمز إلى فقدان المعنى.كما تحضر ثنائية الزلزال/النظام في الرواية كاستعارة محورية: الزلزال يدمّر البنية الفيزيائية، بينما النظام يدمر الكائن من الداخل. وبين الاثنين، يحاول السارد أن يصوغ خطابًا مغايرًا، متمردًا، حتى لو كان ذلك عبر اللغة المفككة.تنتمي "أكادير" إلى ما يسميه خير الدين بـ"الكتابة البركانية"، حيث لا مكان للهدوء أو التوازن، بل ثورات لغوية متلاحقة. يستعمل الكاتب صورًا عنيفة، وتشبيهات جسدية، وعبارات مقتضبة، ليعبّر عن حالة الغليان الداخلي.كما تميز الأسلوب بحضور مكثف للصور المجازية واللغة الشعرية، مما يجعل الرواية تنتمي إلى تقاطع الأجناس، بين النثر والشعر والمسرح.كما أثارت الرواية عند صدورها ردود فعل متباينة، بين من رأى فيها ثورة أدبية حقيقية داخل الأدب المغربي المكتوب بالفرنسية، ومن انتقد غموضها وتجريبيتها المفرطة. غير أن النقاد اتفقوا على فرادة صوت محمد خير الدين، الذي جسد عبر "أكادير" قطيعة جمالية ولغوية مع الرواية التقليدية.، واعتبرها النقاد حدثًا ثقافيًا مهمًا، لما تمثله من لحظة ميلاد لرواية مغربية مغايرة.